# Sewerynowo
Sewerynowo [pronunciación en polaco: /sɛvɛrɨˈnɔvɔ/] es un pueblo ubicado en el distrito administrativo de Gmina Czerwonka, dentro del Condado de Maków, Voivodato de Mazovia, en el este de Polonia central. Se encuentra aproximadamente a 2 kilómetros al sur de Czerwonka, a 9 kilómetros al este de Maków Mazowiecki, y a 76 kilómetros al norte de Varsovia.